# Gérald Fillion
Ne pas confondre avec Gérard Filion, ancien directeur du Devoir
Pour les articles homonymes, voir Fillion.
Gérald Fillion est un journaliste canadien spécialisé en économie. Il présente et analyse l'actualité économique à ICI RDI, à la télévision et à la radio de Radio-Canada ainsi que sur le web. De 2004 à 2006, il a animé l'émission Capital Actions. Depuis 2008, il anime quotidiennement l'émission RDI Économie. Il a aussi tenu un blogue jusqu'en 2016.

## Biographie
Gérald Fillion a étudié en communication à l'UQAM. Il est détenteur d'un baccalauréat en communication et d'un diplôme au cours sur le commerce des valeurs mobilières du Canada de l'Institut canadien des valeurs mobilières. Il a commencé son parcours professionnel à 19 ans sur les ondes de CKFL Radio à Lac-Mégantic à titre d'animateur et journaliste. Il a animé et participé à des émissions sur CISM et à la télé communautaire de Vidéotron à Montréal avant d'entrer à TVA en 1997. Il a participé à la création du réseau LCN en 1997. De 2001 à 2004, Gérald Fillion a été journaliste-annonceur à la Bourse de Toronto, d'où il présentait les nouvelles économiques pour RDI. Depuis 2004, il est installé à Montréal, journaliste et animateur à Radio-Canada.
En plus d'animer son émission quotidiennement et d'échanger avec les internautes sur son carnet, il intervient dans les bulletins de RDI, dans Le Téléjournal de 12h, 17h, 18h, 21h et 22h sur les ondes de RDI et de la télévision de Radio-Canada.
Selon une étude de la firme Influence communication publiée le 21 octobre 2009, « depuis deux ans, Gérald Fillion est le journaliste le plus cité au Québec quand il est question d'économie. Il est devenu une référence de l'information économique ».

## Publications

### Essais
- Gérald Fillion et François Delorme, Vos questions sur l'économie - 75 questions, 75 réponses, Éditions La Presse, 2014, 232 p. (ISBN 978-2897052164)
- Gérald Fillion et François Delorme, L'économie c'est pas compliqué - Comprendre l'actualité, Éditions La Presse, 2016, 254 p. (ISBN 978-2897054212)